# Джон Крісфалузі
Джон Крісфалузі (англ. John Kricfalusi) (нар. 9 серпня 1955, Квебек, Канада) — канадський художник-аніматор. Ім'я при народженні — Майкл Джон Крісфалузі (англ. Michael John Kricfalusi).
Один з авторів популярних серій мультфільмів «Гекл і Джекл», «Родина Джексонів», «Нові пригоди Майти Мауса», «Шоу Рена і Стімпі».